# Simon Critchley
Simon Critchley (Hertfordshire, 27 de febrer de 1960) és un filòsof anglès i professor de filosofia a la novaiorquesa The New School for Social Research d'ençà el 2004.
Desafiant l'antiga concepció aristotèlica que la filosofia comença a partir de l'admiració, Critchley argumenta que la filosofia comença amb la decepció, en particular la decepció religiosa i la política. Mentre que la decepció religiosa sorgeix de la falta de fe i genera el problema de quin és el sentit de la vida davant del nihilisme, la decepció política sorgeix del món violent en què vivim i planteja la qüestió de la justícia en un món severament injust. A banda d'aquestes dues àrees de reflexió, la recerca de Critchley s'ha enfocat a formes més experimentals d'escriptura sobre William Shakespeare, David Bowie, el suïcidi, la tragèdia grega i el futbol popular.

## Biografia
Simon Critchley va néixer en una família de classe treballadora originària de Liverpool. És un seguidor del Liverpool Football Club i ha afirmat que «potser és la passió principal de la meva vida: el meu únic compromís religiós és amb el Liverpool Football Club». Durant els seus anys de formació acadèmica va desenvolupar l'interès per la història antiga. Més endavant va formar part de l'escena punk emergent a Anglaterra tocant en alguns grups.
Després de realitzar diverses feines ocasionals, Critchley va matricular-se a la universitat amb 22 anys. Va anar a la Universitat d'Essex per a estudiar Literatura, però va passar-se a Filosofia on va tenir a Robert Bernasconi com a professor. També va formar part de la Communist Students' Society, on va llegir per primera vegada a Louis Althusser, Michel Foucault i Jacques Derrida. Després de graduar-se va anar a la Universitat de Niça, on va escriure la seva tesi de final de màster sobre la superació de la metafísica en Martin Heidegger i Rudolf Carnap amb Dominique Janicaud. Altres professors seus van ser Clement Rosset i André Tosel. El 1987, Critchley va tornar a la Universitat d'Essex per a fer el doctorat que es convertiria en la base de The Ethics of Deconstruction.
Critchley es va convertir en becari de la Universitat de Cardiff el 1988 i l'any següent va tornar a la Universitat d'Essex com a professor. Més endavant va exercir primer com a director adjunt (1990–1996) i després com a director (1997–2003) del Centre for Theoretical Studies in the Humanities and Social Sciences. Ha estat professor a la Universitat de Frankfurt, la Universitat de Sydney, la Universitat de Notre Dame, la Universitat d'Oslo i Universitat de Texas a Austin. Del 2009 al 2015, va dirigir una escola d'estiu a la Universitat de Tilburg.

## Obra publicada
- (1992, 1999, 2014) The Ethics of Deconstruction: Derrida and Levinas, Edinburgh: Edinburgh University Press. ISBN 978-0748689323
- (1997) Very Little... Almost Nothing: Death, Philosophy, Literature, Routledge, London & New York (2nd Edition, 2004). ISBN 978-0415340496
- (1999) Ethics-Politics-Subjectivity: Essays on Derrida, Levinas, and Contemporary French Thought, Verso, London (Reissued, 2007). ISBN 978-1844673513
- (2001) Continental Philosophy: A Very Short Introduction, Oxford University Press. ISBN 978-0192853592
- (2002) On Humour, Routledge, London ISBN 978-0415251211.
- (2005) On the Human Condition, amb Dominique Janicaud & Eileen Brennan, Routledge, London. ISBN 978-0415327961
- (2005) Things Merely Are: Philosophy in the Poetry of Wallace Stevens, Routledge, London. ISBN 978-0415356312
- (2007) Infinitely Demanding. Ethics of Commitment, Politics of Resistance, Verso, London & New York. ISBN 978-1781680179
- (2008) The Book of Dead Philosophers, Granta Books, London; Vintage, New York; Melbourne University Press, Melbourne. ISBN 978-0307390431[9]
- (2008) On Heidegger’s ‘Being and Time’, amb Reiner Schürmann, Routledge, Londres i Nova York. ISBN 978-0415775960
- (2008) Der Katechismus des Bürgers, Diaphanes Verlag, Berlin. ISBN 978-3037340325
- (2008) Democracy and Disappointment: On the Politics of Resistance (DVD) – Concersa d'Alain Badiou i Simon Critchley, Slought Books, Philadelphia ASIN: B001AXTZIO
- (2010) How to Stop Living and Start Worrying, Polity Press ISBN 978-0745650395.
- (2011) Impossible Objects, Polity Press ISBN 978-0745653211.
- (2011) International Necronautical Society: Offizielle Mitteilungen
- (2012) The Mattering of Matter. Documents from the Archive of the International Necronautical Society, amb Tom McCarthy, Sternberg Press, Berlin. ISBN 978-3943365344
- (2012) The Faith of the Faithless, Verso. ISBN 978-1781681688
- (2013) Stay, Illusion! The Hamlet Doctrine, Pantheon (North America); Verso (Europe). ISBN 978-0307950482
- (2014) Memory Theatre, Fitzcarraldo Editions (UK). ISBN 978-0992974718
- (2014) Bowie, OR Books. ISBN 978-1939293541
- (2015) Suicide, Thought Catalog/Kindle Single. ASIN: B00YB0UZDC
- (2015) Notes on Suicide, Fitzcarraldo Editions (UK). ISBN 978-1910695067
- (2015) The Problem With Levinas, Oxford University Press. ISBN 978-0198738763
- (2015) ABC of Impossibility, Univocal. ISBN 978-1937561499
- (2017) What We Think About When We Think About Football, Profile Books. ISBN 978-1781259214[10]
- (2019) Tragedy, the Greeks, and Us, Pantheon Press (US), Profile Books (UK). ISBN 978-1524747947
- (2020) Apply-degger (audiollibre)
- (2021) Bald: 35 Philosophical Short Cuts, Yale University Press ISBN 978-0300255966